# Spoorlijn Metz-Ville - Völklingen
De spoorlijn Metz - Völklingen is een Frans - Duitse spoorlijn in het departement Moselle en de deelstaat Saarland. Het Franse gedeelte heeft lijnnummer 174 000, het Duitse gedeelte is als spoorlijn 3290 onder beheer van DB Netze.

## Geschiedenis
Het traject werd door de Preußische Staatseisenbahnen in fases geopend:
- Metz - Anzeling: 1 april 1908
- Anzeling - Hargarten: 1 april 1883
- Hargarten - Wadgassen: 1 april 1880
- Wadgassen - Völklingen: 1 april 1881

## Treindiensten
Het resterende gedeelte van de lijn is alleen in gebruik voor goederenvervoer. 

## Aansluitingen
In de volgende plaatsen is of was er een aansluiting op de volgende spoorlijnen:
Metz-Ville
RFN 086 000, spoorlijn tussen Conflans-Jarny en Metz-Ville
RFN 089 000, spoorlijn tussen Lérouville en Metz-Ville
RFN 099 000, spoorlijn tussen Metz-Ville en Château-Salins
RFN 140 000, spoorlijn tussen Réding en Metz-Ville
RFN 180 000, spoorlijn tussen Metz-Ville en Zoufftgen
RFN 191 300, spoorlijn tussen Metz-Ville en Metz-Sablon
Bettelainville
RFN 175 000, spoorlijn tussen Bettelainville en Merzig
Anzeling
RFN 177 000, spoorlijn tussen Thionville en Anzeling
Bouzonville
RFN 176 000, spoorlijn tussen Bouzonville en Dillingen
Téterchen
RFN 173 000, spoorlijn tussen Courcelles-sur-Nied en Téterchen
Hargarten-Falck
RFN 159 000, spoorlijn tussen Haguenau en Hargarten-Falck
Völklingen
DB 3230, spoorlijn tussen Saarbrücken en Karthaus
DB 3291, spoorlijn tussen Lebach en Völklingen
DB 3292, spoorlijn tussen Völklingen en Grube Püttlingen
DB 3293, spoorlijn tussen Völklingen W88 en Völklingen W104
DB 3294, spoorlijn tussen Hostenbach Kohlenbahnhof en Völklingen

## Elektrificatie
Het traject werd in 1956 geëlektrificeerd met een wisselspanning van 25.000 volt 50 Hz van Anzeling tot Hargarten. In 1960 werd dit doorgetrokken tot Überherrn, tegelijkertijd werd het gedeelte van Überherrn tot Hostenbach geëlektrificeerd met 15.000 volt 16⅔ Hz, in 1964 werd dit doorgetrokken naar Völklingen. In 1995 is de bovenleiding op het Duitse deel weer afgebroken.

## Galerij

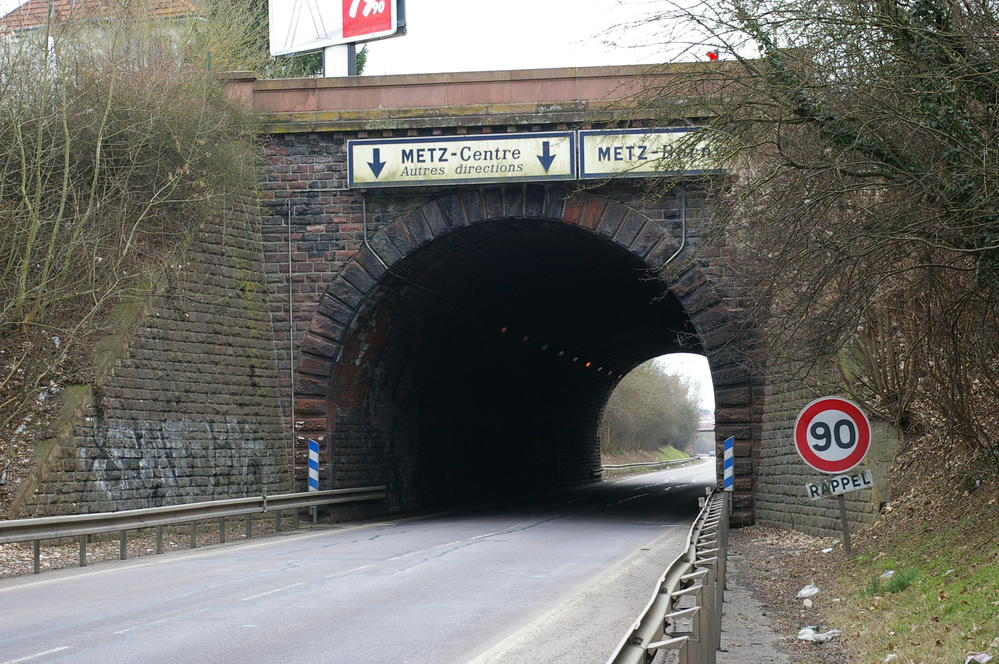
Voormalige spoortunnel van Borny
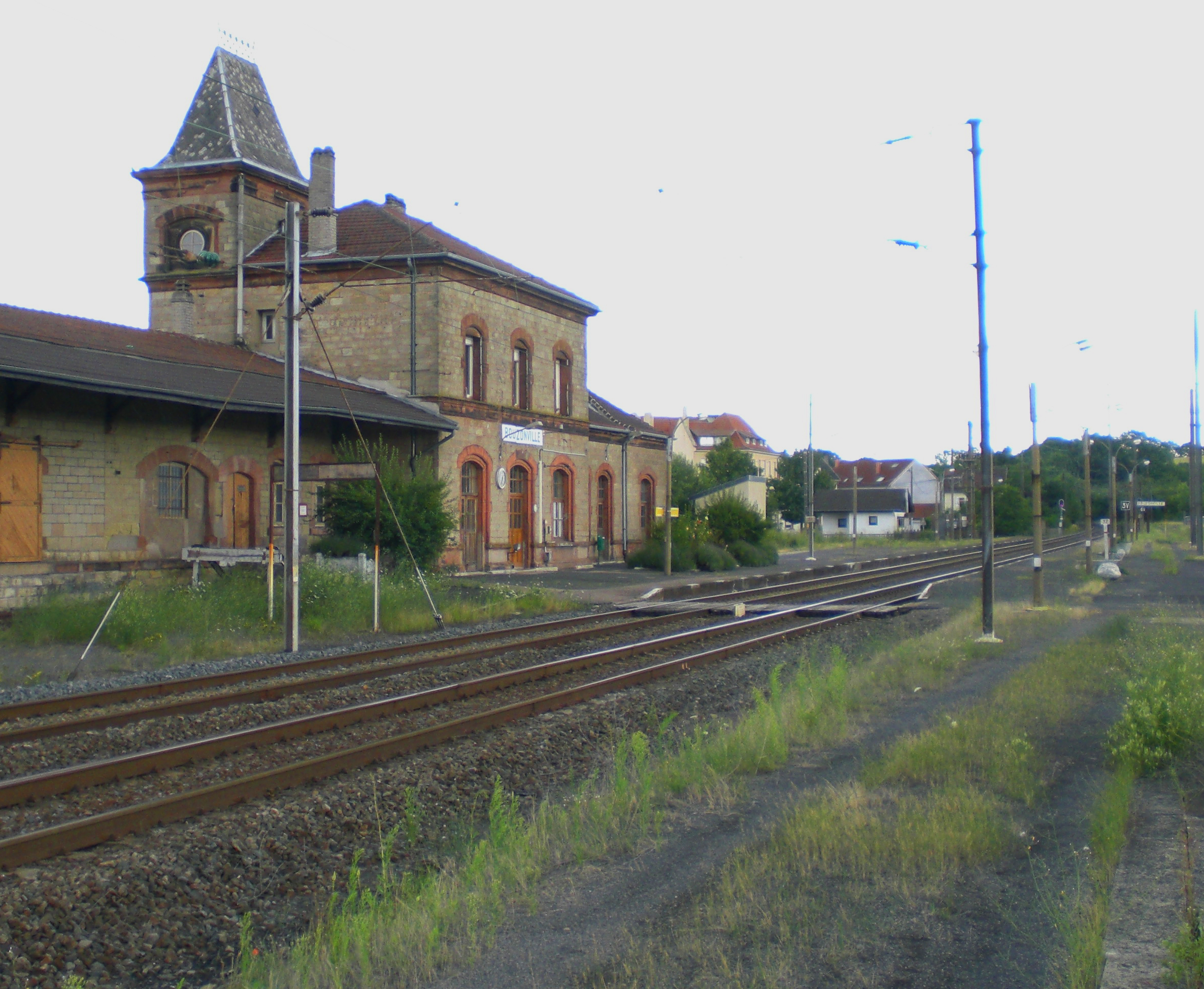
Station Bouzonville